# 超時空要塞 愛，還記得嗎？
《超時空要塞 愛，還記得嗎？》（日语：超時空要塞マクロス 愛・おぼえていますか）是一部1984年7月21日首映的日本科幻動畫電影，由石黑昇與河森正治共同擔任導演。這部電影是1982至1983年間在TBS電視台播放的電視動畫《超時空要塞》之劇場版，上映之後獲得不小的迴響，並締造約7億日圓的票房。同名主題曲《愛，還記得嗎？》是由劇中女主角林明美的配音、女歌手飯島真理演唱，曾創下Oricon公信榜第7名的最高銷售成績。
1997年時，日本遊戲商萬代發行了一款以本作品為基礎所推出的同名橫向捲軸射擊遊戲，陸續在世嘉土星、PlayStation與PlayStation 3等電視遊樂器平台上推出。

## 製作群
- 監製：大西良昌（日语：大西良昌）、吉田健二（日语：吉田健二）
- 原作：鵺工作室（日语：スタジオぬえ）
- 原作協力：ARTLAND
- 編劇：富田祐弘（日语：富田祐弘）
- 故事構成、潤色：河森正治
- 人物設定：美樹本晴彦
- 機械設定：宮武一貴（日语：宮武一貴）
- 機械設定協力：出淵裕（日语：出渕裕）、鏡味晃（かがみあきら）、原田則彦（日语：原田則彦）、石津泰志、河森正治
- 作畫指導：美樹本晴彦、板野一郎、平野俊弘（日语：平野俊貴）
- 副作畫指導：島田英明、飯田史雄、垣野内成美、增尾昭一
- 原畫：庵野秀明、青井清年、井口忠一、宇田川一彦、門上洋子、北久保弘之、木上益治、窪秀巳、合田浩章、斉藤格、西城隆詞、篠崎俊克、瀬谷新二、多賀一弘、高橋資祐、矢吹愛弓、中村孝、福島喜晴、藤高栄光、丸山政治、三坂徹、森川定美、森本晃司、本猪木浩明、山口宏、結城信輝、橋本とよ子、沢田早苗、浜崎博嗣、前田真澄、水村良男、菊池市松、村田充範、郷敏治、川又浩、吉田忠勝、窪詔之
- 美術指導：宮前光春
- 美術設定：宮前光春、西田稔
- 副美術指導：本田修、佐藤広明
- 剪輯：三木幸子、谷川幸男、田岡克美、廚川治彥、吉田千尋
- 攝影指導：橋本和典
- 音樂：羽田健太郎
- 音響指導：本田保則
- 現場導演（日语：演出家）：秋山勝仁、笠原達也
- 製作協力：動畫之友（日语：アニメフレンド）
- 策劃、製作：Big West、毎日放送、龍之子製作（タツノコプロ）、小學館
- 發行：東寶
- 製片：井上明、岩田弘、榎本恆幸（日语：榎本恒幸）
- 導演：石黑昇、河森正治

## 註解
1. ↑  1983年10月11日の製作発表記者会見より[2]。

## 外部連結
- （日語）超時空要塞官方網站 （页面存档备份，存于）
- 超時空要塞 愛，還記得嗎？ (遊戲)